# John Evers

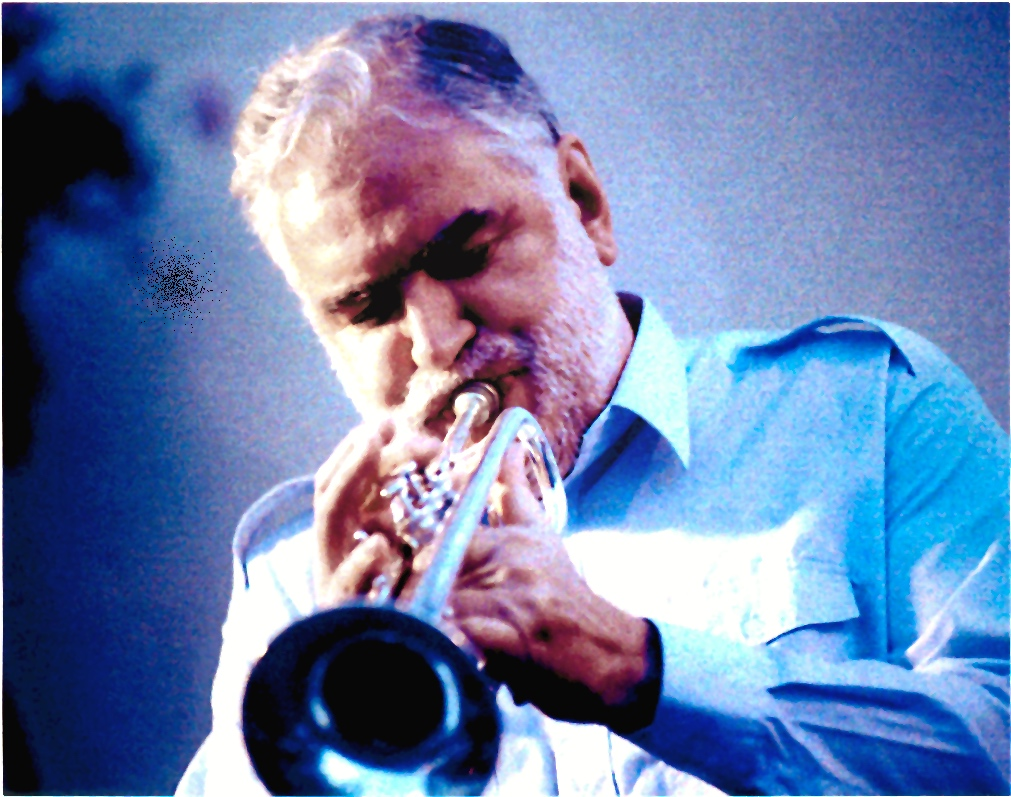
John Evers (2002)

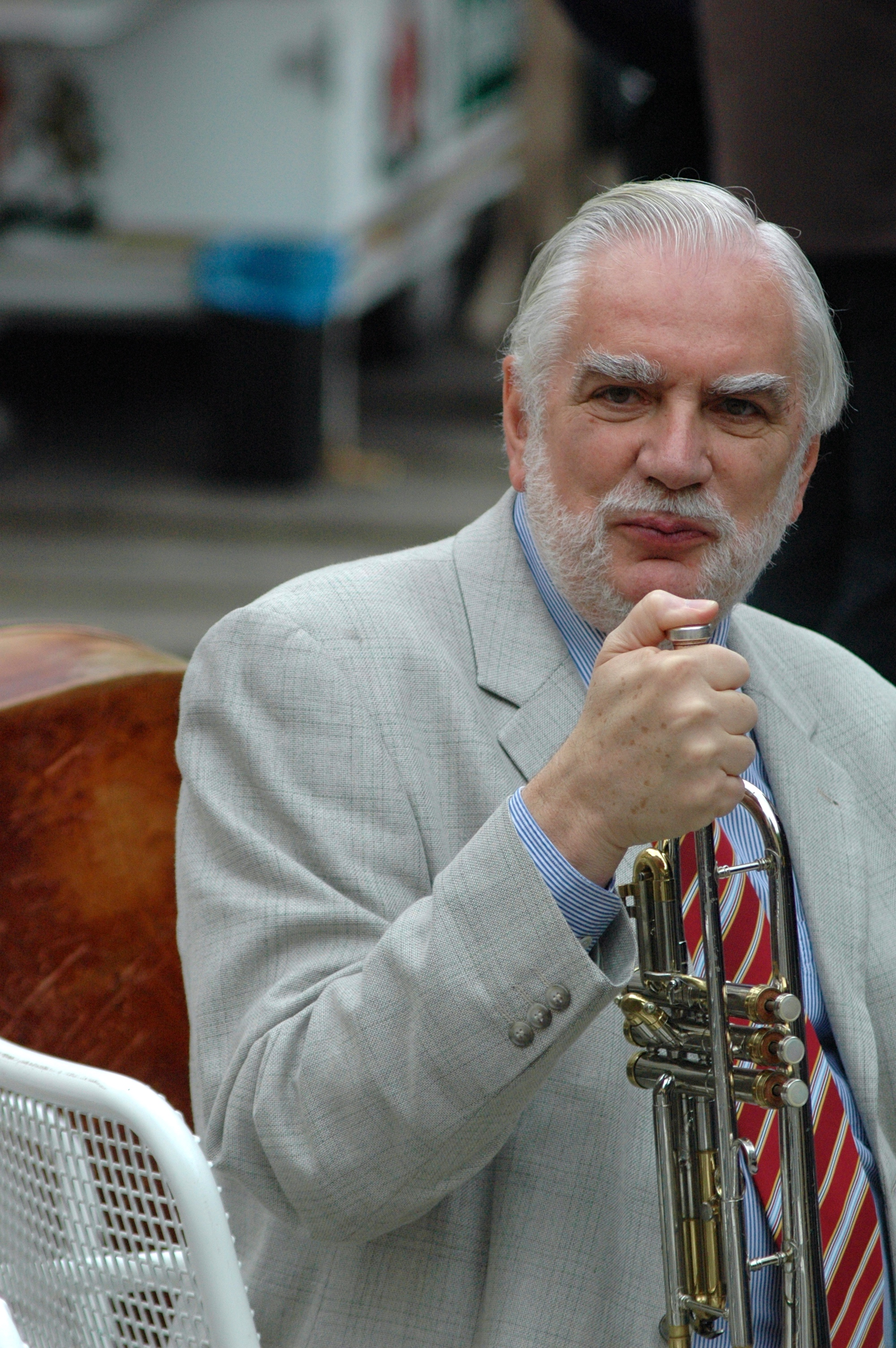
John Evers (2005)

John Evers (* 25. September 1939 in Wien; † 26. November 2010 auf Gran Canaria) war ein österreichischer Jazztrompeter, Sänger, Autor und Radiomoderator.

## Leben und Wirken
Evers wurde Mitte der 1960er Jahre in der Wiener traditionellen Jazzszene bekannt. 1966 war er Mitbegründer der Formation Blue Note Seven, die bei internationalen Jazzfestivals in Europa und den USA gastierten. Später trat er auch mit der eigenen Formation John Evers Swingtet auf sowie seit 1991 mit den Blue Note Six. Im Laufe seiner Karriere arbeitete er außerdem mit Musikern wie Jimmy Smith, Arvell Shaw und Benny Waters zusammen, im Wiener Jazzland musizierte er mit Art Hodes, Wallace Davenport, George Masso, Jon-Erik Kellso und Jim Galloway. Zudem trat er als Autor und Radiomoderator hervor. Ab 1999 moderierte er regelmäßig die Ö1-Radiosendung Jazztime mit John Evers. Evers nahm mehrere Alben auf, zuletzt zu seinem 70. Geburtstag John Meets Horn, wo er neben den vorgenannten Bands auch mit der Stanton Bigband und der Chicago Eight zu hören ist. John Evers war seit frühester Jugend dem Jazz verbunden und passionierter Schallplattensammler. 
John Evers war Vater des Volksbildners, Journalisten und Fotografen John Evers.

## Trivia
Zufällig genau an seinem 77. Geburtstag (am 25. September 2016) feiert seine Stammband – die Blue Note Six – unter der Mitwirkung zahlreicher Musikerfreude (Martin Breinschmid, Christian Plattner, Thomas Schwetz u. a.) ihr 50-jähriges Bestandsjubiläum im Wiener Orpheum.

## Werke

### Diskographie (Auswahl)
- Blue Note Seven „Dixieland an der Donau“
- Blue Note Seven Swingin´ Dixieland from Vienna
- Blue Note Six From Vienna with Swing
- Blue Note Six „Stage and Studio“
- Blue Note Six Salute to Satchmo -  Life from the Jazzfest Wien 1995(mit Arvell Shaw, Barrett Deems, Joe Muranyi und Oscar Klein)
- Blue Note Six „At the Jazzbandball“
- Blue Note Six „That’s my Home“
- Blue Note Six „Blue Note Six again“
- John Meets Horn

### Bücher
- Glück in Scheiben - Ein Buch für Schallplattensammler. München, Langen-Müller 1989 ISBN 3-7844-2284-5.
- Die 125 besten Jazzwitze, Eigenverlag 1993.